# Atrás da Porta
Atrás da Porta é um documentário brasileiro de 2010 dirigido por Vladimir Seixas, licenciado pelo Cine Brasil TV e realizado pela produtora Couro de Rato em parceria com a GumeFilmes.

## Sinopse
A experiência de criar novos espaços de moradia das famílias sem-teto do Rio de Janeiro em contraposição a uma série de despejos forçados por parte do Estado. Esses despejos dão início a um grande projeto de intervenção na cidade. No documentário, o projeto chamado de “revitalização” é questionado pelos próprios moradores de várias ocupações.

## Indicações a prêmios
Melhor Documentário pelo Júri Oficial do Cinecufa 2010
Menção Honrosa no CachoeiraDoc 2010
Melhor Longa pelo Júri Jovem no CachoeiraDoc 2010